# Poliopastea hamsoni
Poliopastea hamsoni är en fjärilsart som beskrevs av Carlos Schrottky 1876. Poliopastea hamsoni ingår i släktet Poliopastea och familjen björnspinnare. Inga underarter finns listade i Catalogue of Life.